# La legge del crimine
La legge del crimine (Le premier cercle) è un film francese del 2009 diretto da Laurent Tuel.

## Trama
Milo Malakian è un capo malavitoso francese di origine armena, che ha perso un figlio durante una sparatoria con la polizia, guidata dal commissario Saunier, nel corso di una rapina. Il suo clan è quello che più conta per lui, quello che chiama Prima cerchia. Anton, l'altro figlio e destinato a succedergli, si innamora di una onesta infermiera, Elodie. L'amore per Elodie lo spinge a cercare di costruirsi un futuro onesto. Elodie rimane incinta di Anton e insieme si rifugiano in un luogo segreto, ma Milo riesce a scoprire dove si trovano e tenta di far uccidere Elodie. Anton salva la fidanzata e torna da suo padre per chiarire, venendo coinvolto in un ultimo colpo durante il quale Anton muore, ucciso da Saunier. La storia finisce con la nascita del figlio avuto con Elodie.